# Кучичинг (окръг, Минесота)
Окръг Кучичинг (на английски: Koochiching County) е окръг в щата Минесота, Съединени американски щати. Площта му е 8169 km², а населението - 14 355 души (2000). Административен център е град Интернешънал Фолс.